# Омутнинск
Омутнинск (на руски: Омутнинск) е град в Русия, административен център на Омутнински район, Кировска област. Населението на града през 2016 година е 22 442 души.

## История
Името Омутнинск произлиза от думата омут, която означава „дълбока яма на дъното на река“. Селището е основано през 1773 г. във връзка с построяването на металургичен завод. През 1921 г. получава статут на град.

## Население
| 1926   | 1931   | 1939   | 1959   | 1967   | 1970   | 1979   |
| ------ | ------ | ------ | ------ | ------ | ------ | ------ |
| 6400   | 7300   | 17 400 | 24 789 | 27 000 | 28 777 | 28 497 |
| 1989   | 1992   | 1996   | 1998   | 2001   | 2003   | 2005   |
| 29 248 | 29 600 | 29 200 | 29 000 | 28 900 | 26 100 | 25 400 |
| 2006   | 2008   | 2010   | 2012   | 2014   | 2015   | 2016   |
| 25 100 | 24 800 | 23 615 | 23 195 | 22 722 | 22 530 | 22 442 |

## Икономика
Основните отрасли в Омутнинск са металургията, дървообработването и хранително-вкусовата промишленост.